# Long Wittenham
Long Wittenham is een civil parish in het bestuurlijke gebied South Oxfordshire, in het Engelse graafschap Oxfordshire met 876 inwoners.